# 羅克韋爾 (蒙大拿州)
羅克韋爾（英語：Rockvale）是位於美國蒙大拿州卡本縣的普查規定居民點。

## 歷史
羅克韋爾的郵局於1894年設立，其後於1914年停運。

## 人口
根據2020年美國人口普查的數據，羅克韋爾的面積為4.30平方千米，皆為陸地。當地共有人口193人，而人口密度為每平方千米44.88人。